# باسو ديل ري (مدينة)
باسو ديل ري (بالإسبانية: Paso del Rey)‏ هي منطقة سكنية تقع في الأرجنتين في Moreno Partido. يقدر عدد سكانها بـ 41,775 نسمة وترتفع عن سطح البحر 12 متر.